# Namosi
Namosi – prowincja w Dystrykcie Centralnym, w Fidżi. Jedna z najmniejszych fidżyjskich prowincji. W 2017 r. w Namosi mieszkało 7885 mieszkańców. Powierzchnia prowincji wynosi 570 km².